# Municipio de Harrogate
Harrogate es un distrito no metropolitano con el estatus de municipio, ubicado en el condado de Yorkshire del Norte (Inglaterra). Fue constituido el 1 de abril de 1974 bajo la Ley de Gobierno Local de 1972 como una fusión de la ciudad de Ripon, el antiguo municipio de Harrogate, el distrito urbano de Knaresborough, los distritos rurales de Masham, Nidderdale, Ripon and Pateley Bridge y Wath, y parte de los también distritos rurales de Thirsk, Wetherby y Wharfedale.

## Geografía
Según la Oficina Nacional de Estadística británica, Harrogate tiene una superficie de 1307,94 km².

## Demografía
Según el censo de 2001, Harrogate tenía 151 336 habitantes (48,36% varones, 51,64% mujeres) y una densidad de población de 115,71 hab/km². El 19,3% eran menores de 16 años, el 72,17% tenían entre 16 y 74, y el 8,53% eran mayores de 74. La media de edad era de 40,19 años. 
Según su grupo étnico, el 98,44% de los habitantes eran blancos, el 0,66% mestizos, el 0,23% asiáticos, el 0,23% negros, el 0,27% chinos, y el 0,17% de cualquier otro. La mayor parte (93,77%) eran originarios del Reino Unido. El resto de países europeos englobaban al 2,31% de la población, mientras que el 0,55% había nacido en África, el 0,94% en Asia, el 2,1% en América del Norte, el 0,07% en América del Sur, el 0,22% en Oceanía, y el 0,03% en cualquier otro lugar. El cristianismo era profesado por el 79%, el budismo por el 0,19%, el hinduismo por el 0,07%, el judaísmo por el 0,22%, el islam por el 0,21%, el sijismo por el 0,03%, y cualquier otra religión por el 0,2%. El 13,08% no eran religiosos y el 7,01% no marcaron ninguna opción en el censo.
El 39,82% de los habitantes estaban solteros, el 44,97% casados, el 1,71% separados, el 6,61% divorciados y el 6,88% viudos. Había 63 077 hogares con residentes, de los cuales el 28,74% estaban habitados por una sola persona, el 7,75% por padres solteros con o sin hijos dependientes, el 61,36% por parejas (52,92% casadas, 8,44% sin casar) con o sin hijos dependientes, y el 2,15% por múltiples personas. Además, había 2354 hogares sin ocupar y 653 eran alojamientos vacacionales o segundas residencias.